# Focus Uno
Focus Uno è stato un programma televisivo di divulgazione scientifica condotto da Giulio Golia e andato in onda su Italia 1 per quattro puntate dal 16 dicembre 2010 al 7 gennaio 2011. La trasmissione era prodotta dalla YAM112003, compagnia del gruppo Endemol e realizzata in collaborazione con il mensile italiano Focus. Il conduttore era affiancato in studio dal Cane di San Bernardo Golia, a cui Antonio Gerardi ha dato la voce.